# Рудник Імурарен
Рудник Імурарен — великий рудник та уранове родовище, розташоване в північній частині Нігеру в регіоні Агадес, приблизно за 80 км на південь від Арліту. 
Родовище розробляє французька компанія Orano Mining та «SOPaMin» (Société du Patrimoine des Mines du Niger від імені уряду Нігеру). 

## Розташування
Родовище розташоване на південній околиці пустелі Сахара на захід від гір Аїр. 
Приблизно за 10 км на схід від Імурарена прокладено французький «Урановий шлях» (фр. Route d'Uranium) завдовжки 650 км, який сполучає місто Арліт з півднем країни. 

## Геологія
Це родовище урану, пов’язане з пісковиком юрського та крейдяного періодів. 
Розташоване на глибинах 110 — 170 м, поклад має 8 км завдовжки та 2,5 км завширшки. 
Запаси руди становлять 179 000 тонн

при вмісті урану 0,07%. 

Імурарен вважається найбільшим родовищем урану в Африці та другим за розміром у світі. 

## Історія
Родовище було відкрито в 1966 році співробітниками французького центру ядерної енергії (Комісаріат атомної енергетики Франції) (CEA). 

У 2009 році було видано дозвіл на експлуатацію, а у 2012 році розпочато розробку. 
Однак у 2015 році проект було призупинено через низькі ціни на уран після аварії на АЕС Фукусіма. 

На початку 2023 року французька компанія ядерного паливного циклу Orano розпочала розгляд проекту розробки методом підземного вилуговуванн  (ISR), який використовує розчин для вилуговування, який прокачується через свердловини, пробурені в родовище. 
Є занепокоєння, що цей проект становить небезпеку для водопостачання регіону. 